# Appel (vrucht)

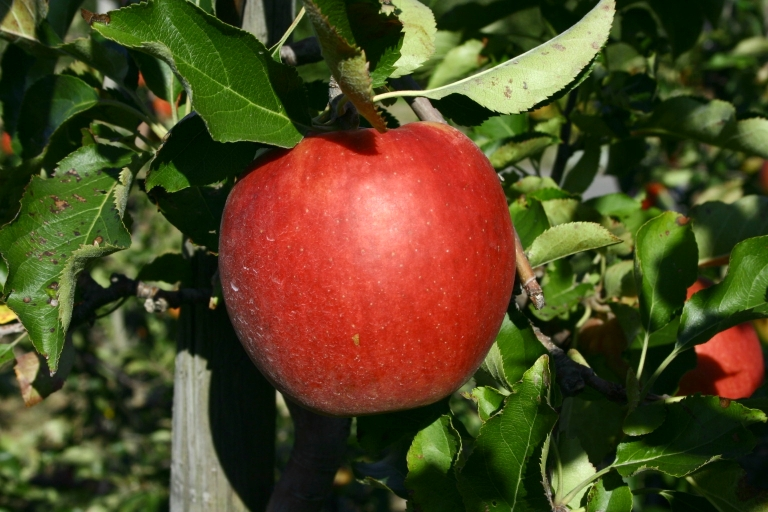
Jonagored

De appel is de pitvrucht van de plant Malus domestica uit de rozenfamilie (Rosaceae).
Gekweekte appels zijn er in veel smaken, van friszuur tot zoet. Ze worden vaak rauw genuttigd, maar hij wordt ook veel toegepast in de keuken in bijvoorbeeld appeltaart of als garnering op pannenkoeken. Ook worden ze vaak verwerkt tot appelsap, appelcider, appelmoes en appelstroop.

## Bouw en rijping
De vlezige zoetzurige vrucht bestaat uit drie lagen, maar soms vormen twee of drie lagen één geheel en zijn ze afzonderlijk niet meer te herkennen. Zo zijn bij de appel het exocarp en mesocarp niet meer van elkaar te onderscheiden en vormen gezamenlijk met de opgezwollen bloembodem het vruchtvlees. Het klokhuis is het endocarp met daarin de zaadjes (pitjes) en in het midden de vaatbundel naar het steeltje.
De volgroeide appel kan afgeplat, langwerpig, kegelvormig of scheef zijn en meet 2 tot 13 cm doormeter. Appels vertonen verschillende tinten groen tot geel en rood, met af en toe roodbruine trekken of lenticellen. Het vruchtvlees van de appel heeft geen steencellen, in tegenstelling tot dat van de peer.
De appel is een climacterische vrucht; dat wil zeggen dat er een rijpingsfase is met verhoogde productie van etheen en met verhoogde celademhaling onder afgifte van koolstofdioxide. De climacterische fase gaat vaak gepaard met een kleurverandering en met de omzetting van zetmeel in fructose (vruchtensuiker). Tijdens de climacterische fase zijn de stevigheid en de smaak optimaal. Daarna wordt de vrucht gevoelig voor schimmels en sterven er cellen af.

## Kweek
De kweek van nieuwe fruitbomen wordt bemoeilijkt door de hoge mate van heterozygositeit (gebrek aan raszuiverheid in genetische zin) en de lange tijd die nodig is om een nieuw ras te ontwikkelen. Hierdoor is het aantal commercieel succesvolle rassen relatief beperkt. Meer dan de helft van de wereldproductie bestaat uit de rassen Delicious, Golden Delicious, Granny Smith, Gala en Fuji. Anderzijds, als eenmaal een gewenst fenotype bereikt kan dit gemakkelijk vegetatief worden vermeerderd om grote aantallen identieke fruitbomen te produceren.
Regionale consumentenvoorkeuren beïnvloeden ook de keuze van de rassen in boomgaarden. Consumenten aan de Aziatische kusten van de Grote Oceaan hebben een grotere voorkeur voor zoete vruchten met lage aciditeit, zoals in de rassen Fuji en Tsugaru. Noord-Europeanen hebben over het algemeen liever scherpere vruchten met hogere zuurtegraden; in die regio vinden we Jonagold, Cox's Orange Pippin en Elstar.

## Bewaring
Appels worden vooral in gematigde klimaten gekweekt, met één oogst per jaar. Er ligt dus een groot commercieel belang in het bewaren van de vruchten over een periode van verscheidene maanden. Het hoofddoel daarbij is het behoud van stevigheid, smaak en aroma. Daarbij moet rekening gehouden worden met een groot aantal factoren die de kwaliteit negatief kunnen beïnvloeden:
- schimmelinfectie;
- opslagverbranding: een aantasting van de schil (bruine verkleuring) ten gevolge van te hoge etheenconcentraties in de opslagruimte;
- klokhuisblos of bruin klokhuis: een bruine of roze verkleuring van het klokhuis waarbij het vruchtvlees stevig blijft, veroorzaakt door koolstofdioxideschade, maar kan ook verband houden met onderkoeling en veroudering;
- kurkstip: ingezonken bruine vlekken op de schil, veroorzaakt door een tekort aan calcium in de vrucht;
- onderkoeling: bruine verkleuring van de schil of de buitenste laag van het vruchtvlees.

Zowel het behoud van stevigheid, smaak en aroma als het vermijden van bovenstaande problemen vragen een nauwkeurige regeling van de temperatuur en de atmosfeer (vermindering van het gehalte aan zuurstof en koolstofdioxide). Behandeling van de vrucht met chemische stoffen is aan reglementaire beperkingen onderworpen; sommige chemische behandelingen van de boom voor de oogst hebben eveneens een gunstige invloed op de bewaarbaarheid van de vruchten.
De voorraad appels opgeslagen in de Europese Unie slonk gelijkmatig van 5 003 596 ton op 1 november 2019 tot 608 227 ton op 1 juni 2020. In de vijf voorafgaande seizoenen waren de absolute cijfers verschillend, maar de trend was gelijkaardig.

## Economisch belang
In 2019 bedroeg de wereldproductie 87 236 221 ton op een areaal van 4 717 384 ha, wat overeenkomt met een opbrengst van 18,4925 ton/ha. Voor Europa bedroeg de productie 17 094 614 ton op 995 578 ha, of 17,1705 ton/ha.  De grootste producent was de Volksrepubliek China met 42 425 400 ton.
De Europese Unie is een netto-exporteur van appels. In het seizoen 2019-2020 werd 1 161 692 ton uitgevoerd, tegenover een import van 382 451 ton.
Tussen de rassen bestaan grote onderlinge prijsverschillen. De gemiddelde Europese wekelijkse producentenprijs van Jonagold schommelde in 2019 tussen 30 en 65 euro per 100kg; voor Granny Smith was dit 55-95 euro/100 kg.
In 2001 at de gemiddelde inwoner van de Verenigde Staten 7,2 kg verse appels, de populairste fruitsoort op bananen na (12,0 kg). Daarnaast verbruikte ze 2,1 kg uit blik, 9,6 kg sap of cider, 0,4 kg ingevroren, 0,4 kg gedroogd en nog 0,3 kg andere producten waarin appels verwerkt zijn.

## Voeding

### Voedingswaarde
Een gemiddelde appel, met schil, bevat per 100 g:
- energie: 238 kJ
- eiwitten: 0,3 g
- koolhydraten: 12 g, waarvan

suikers: 10,4 g
zetmeel: 1,7 g
- voedingsvezel: 2g
- water: 85,2 g
- vetten: 0,2 g, waarvan

cholesterol: 0 mg
- Natrium: 1 mg
- Kalium: 123 mg
- Calcium: 4 mg
- Fosfor: 11 mg
- Magnesium: 5 mg
- IJzer: 0,1 mg
- Koper: 0,03 mg
- Zink: 0,08 mg
- Jodium: 2,5 µg
- Beta-caroteen: 18 µg
- Alfa-caroteen: 1 µg
- Luteine: 23 µg
- Zeaxanthine: 9 µg
- Beta-cryptoxanthine 9 µg
- Lycopeen: 0 µg
- Vitamine D: 0 µg
- Vitamine E: 0,3 mg
- Vitamine K totaal: 3 µg
- Vitamine B1 (Thiamine): 0,01 mg
- Vitamine B2 (Riboflavine): 0,01 mg
- Vitamine B6: 0,034 mg
- Vitamine B12: 0 µg
- Nicotinezuur: 0,2 mg
- Vitamine C: 5 mg
- Foliumzuur: 0 µg

### Smaak
De smaak van een appel wordt bepaald door een groot aantal factoren. De Brix-waarde geeft het suikergehalte aan, terwijl de aciditeit wordt uitgedrukt als het gehalte aan appelzuur, het belangrijkste organisch zuur in appels (sommige soorten ook citroenzuur). De variatie tussen zoete en zuurder smakende appels wordt vooral bepaald door de verhouding tussen deze twee grootheden. Zo hebben de rassen Golden Delicious en Granny Smith vergelijkbare Brix-waarden (ongeveer 12 voor de eerste, 11 voor de tweede) maar Golden Delicious bevat slechts 0,39-0,45% appelzuur, terwijl dit bij Granny Smith tot 0,9-1,1% oploopt.

### Giftige pitjes
De zaden van de appels bevatten naast suikers ook amygdaline, een glycoside dat cyanide bevat. Na consumptie duurt het enkele uren voordat het cyanide vrijkomt na hydrolyse. De consumptie van kleine hoeveelheden heeft geen merkbare gevolgen; grote hoeveelheden kunnen ziekte en zelfs de dood veroorzaken. Er is slechts één sterfgeval bekend als gevolg van een overconsumptie van appelpitten. Het slachtoffer kauwde ongeveer 250 gram appelpitten alvorens ze door te slikken.

## Wetenswaardigheden
In de steentijd werden al appels gegeten. Bij archeologische opgravingen in Medel (Tiel) werden in 2017 gesneden en gedroogde wilde appels van zesduizend jaar oud gevonden. De Keltische naam voor de appel was aball.

## Fotogalerij

Appelrassen
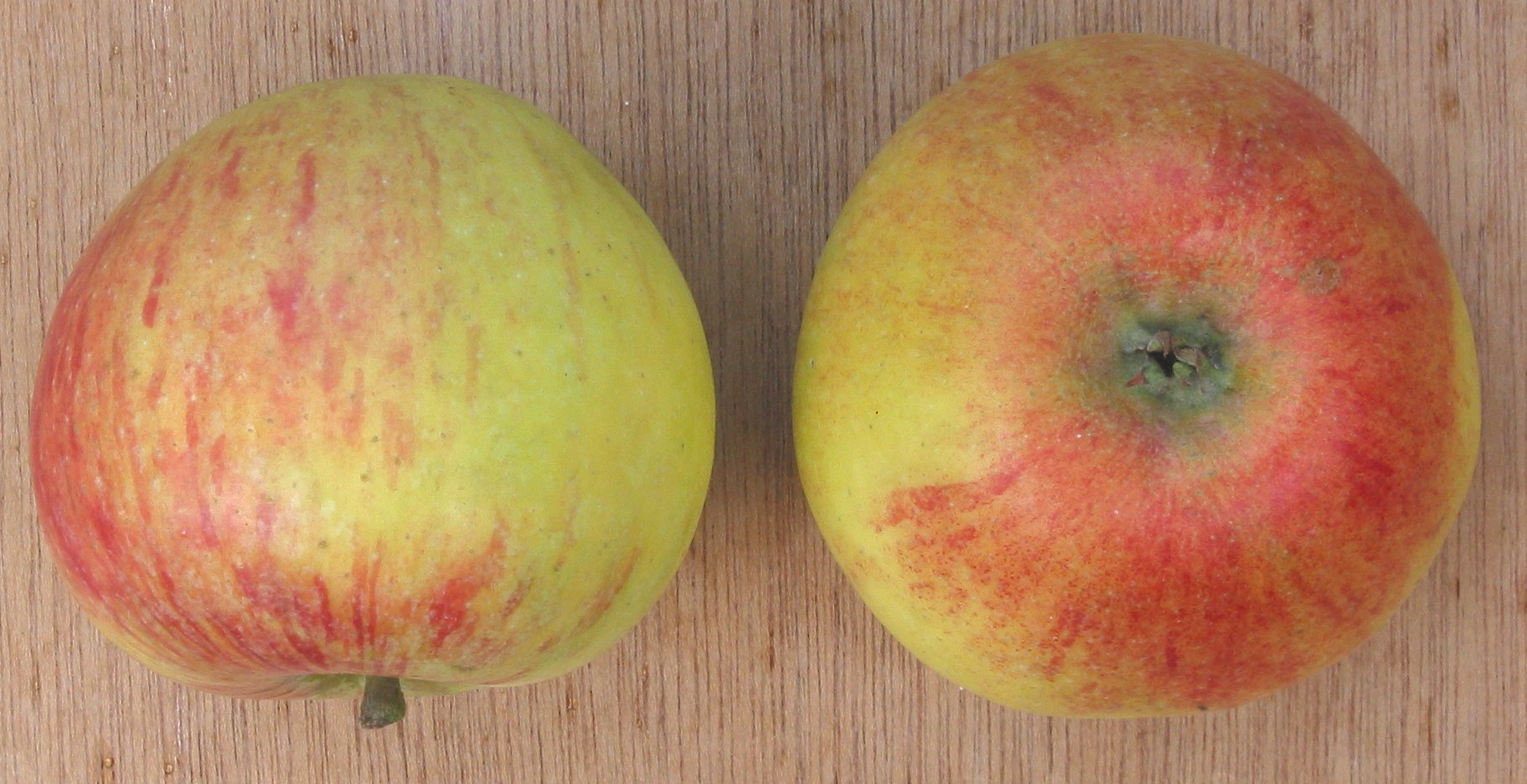
Alkmene
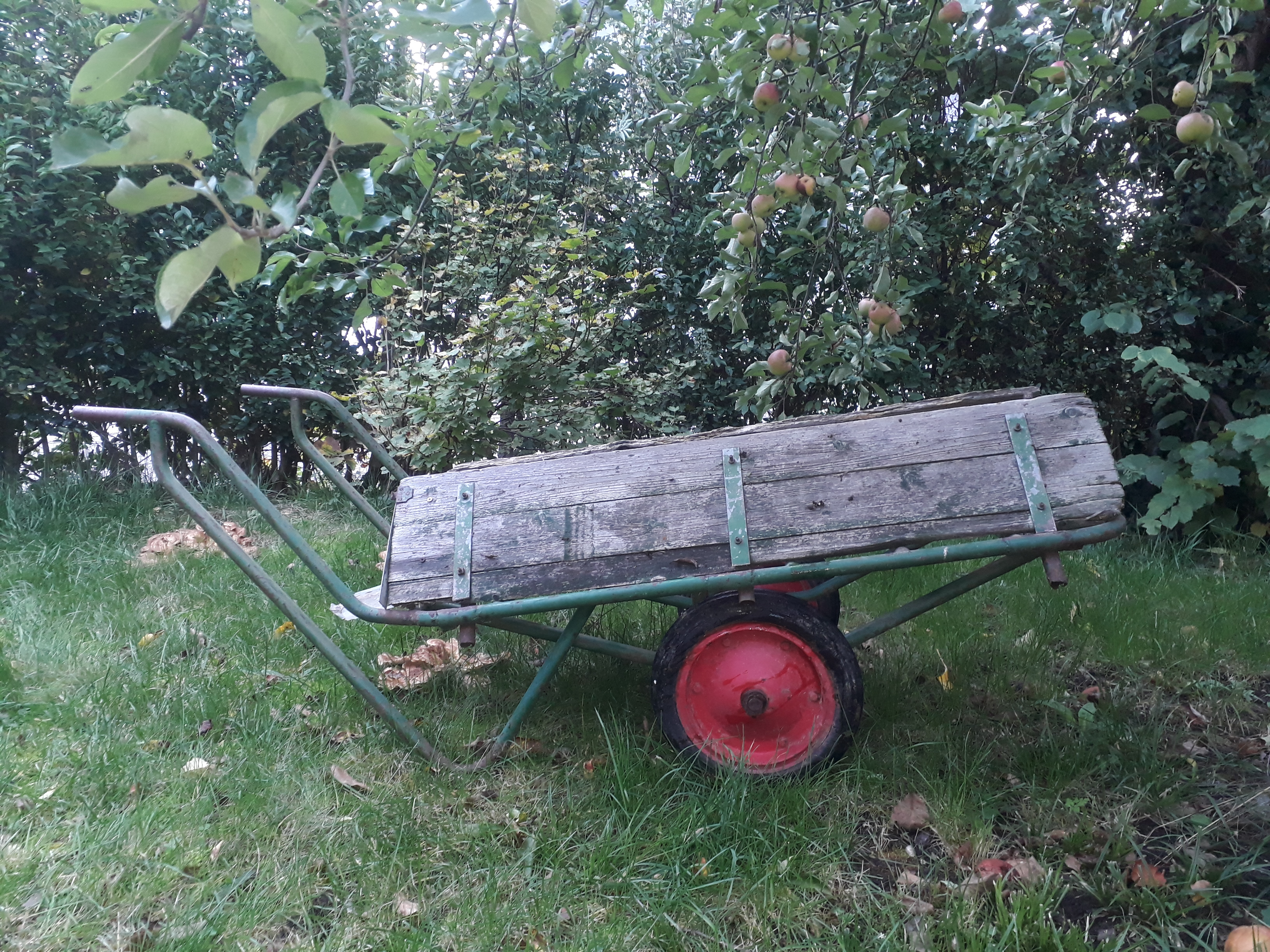
Bellefleur
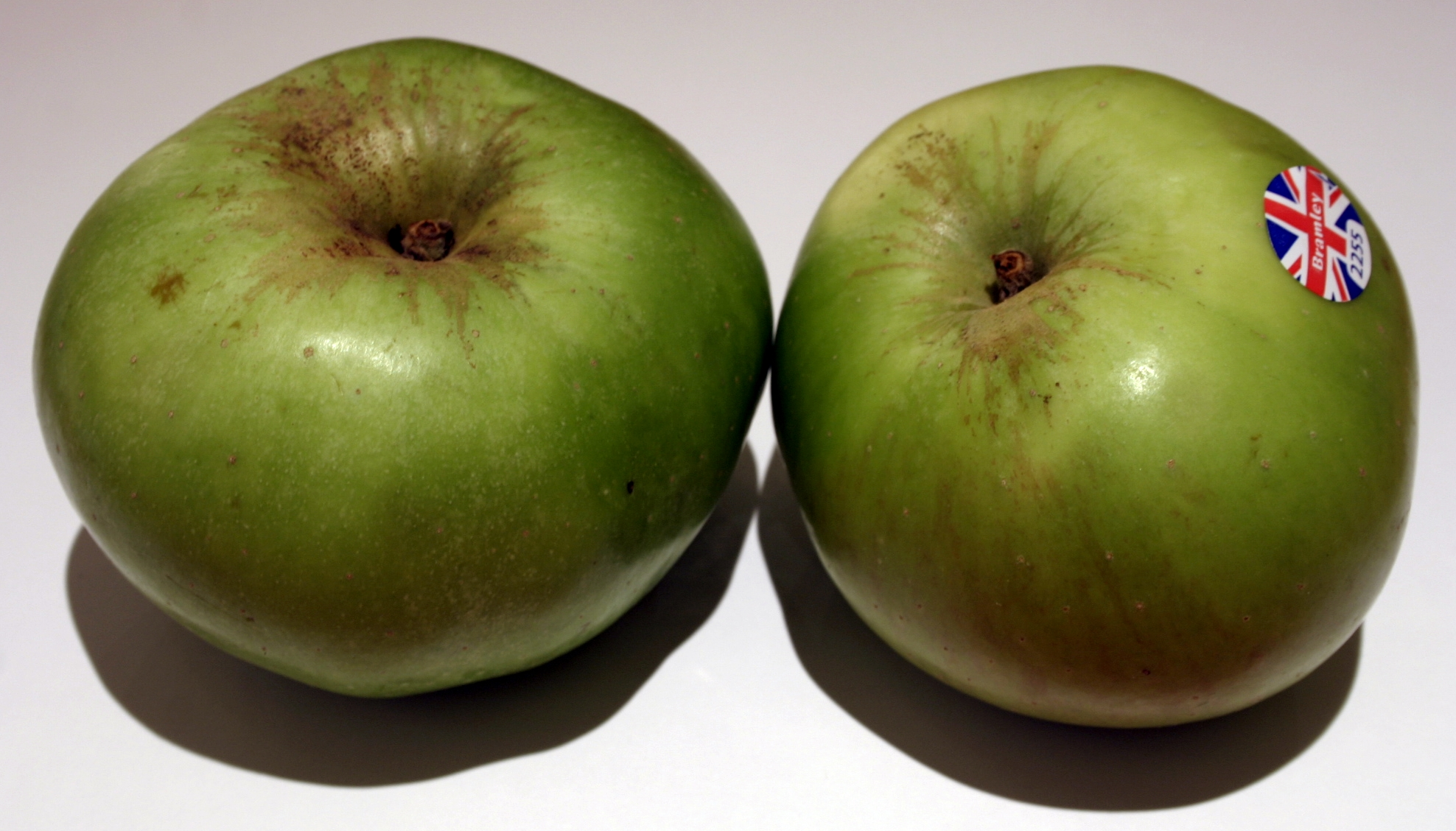
Bramley's Seedling
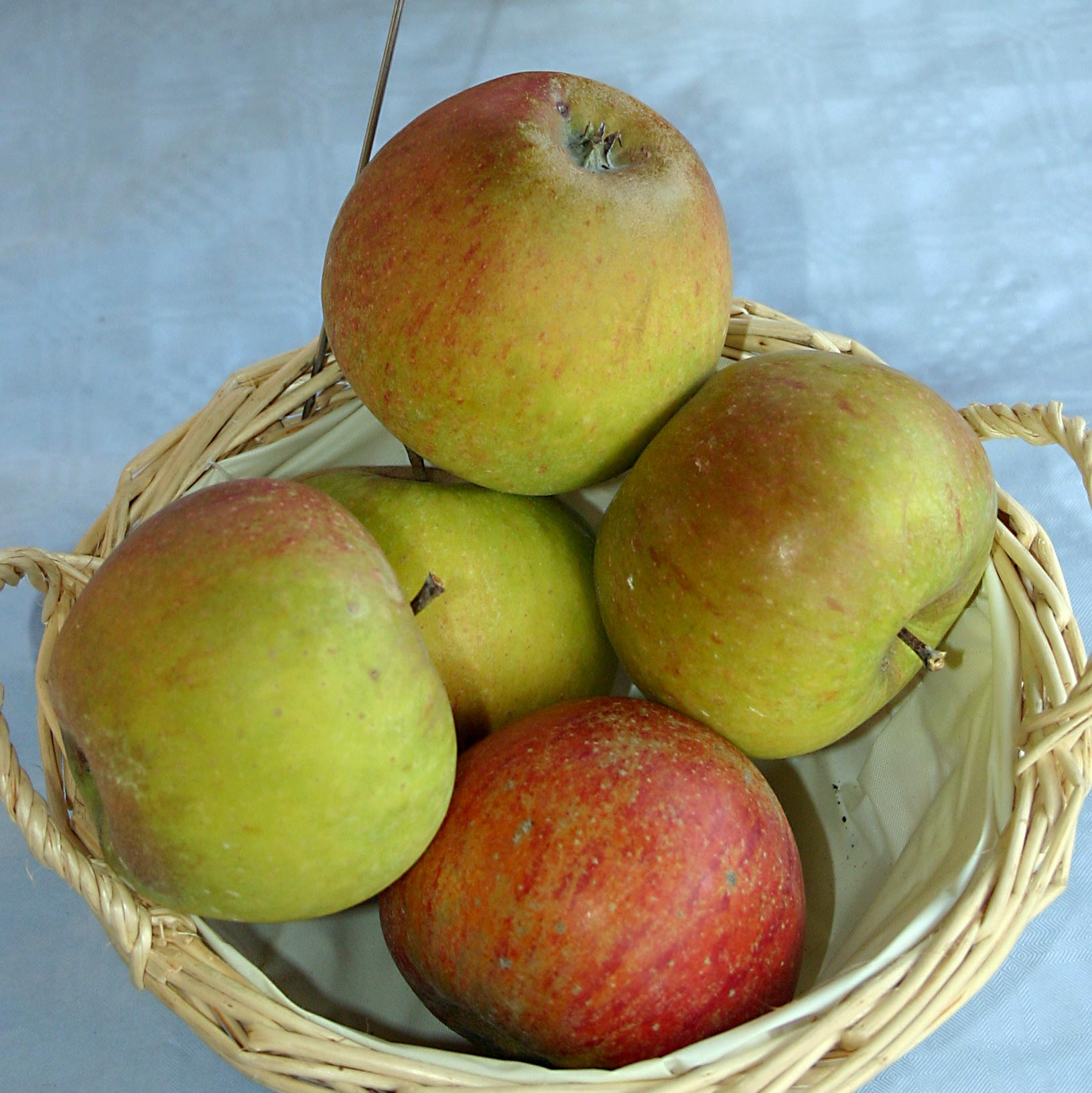
Cox's Orange Pippin
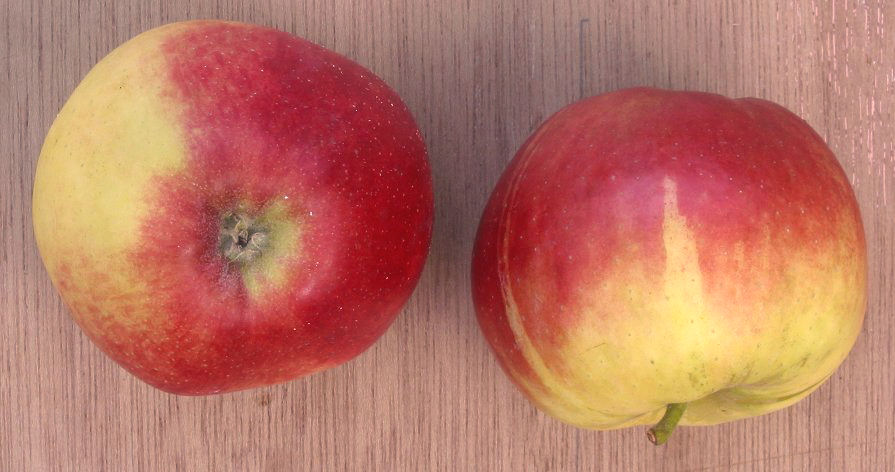
Elstar
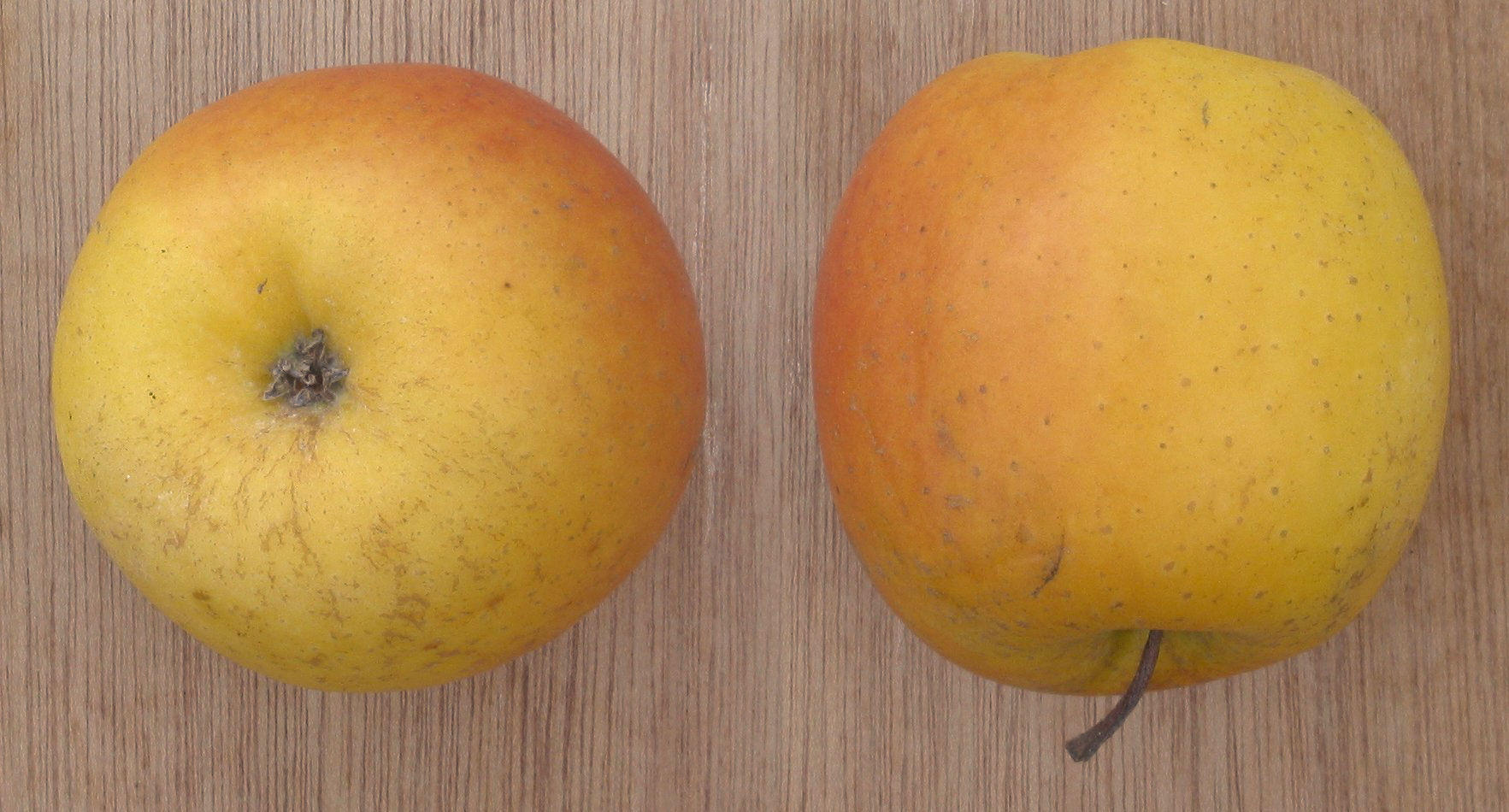
Delblush
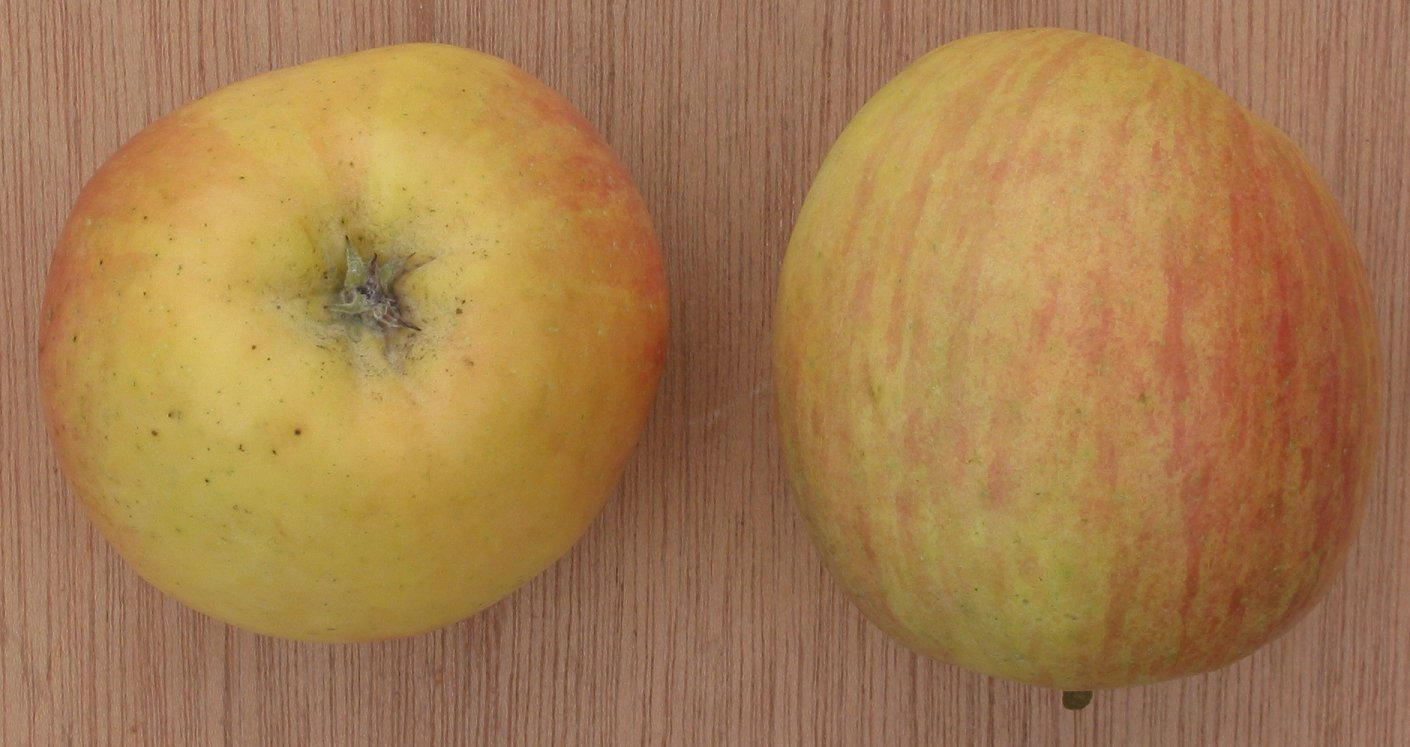
Fuji
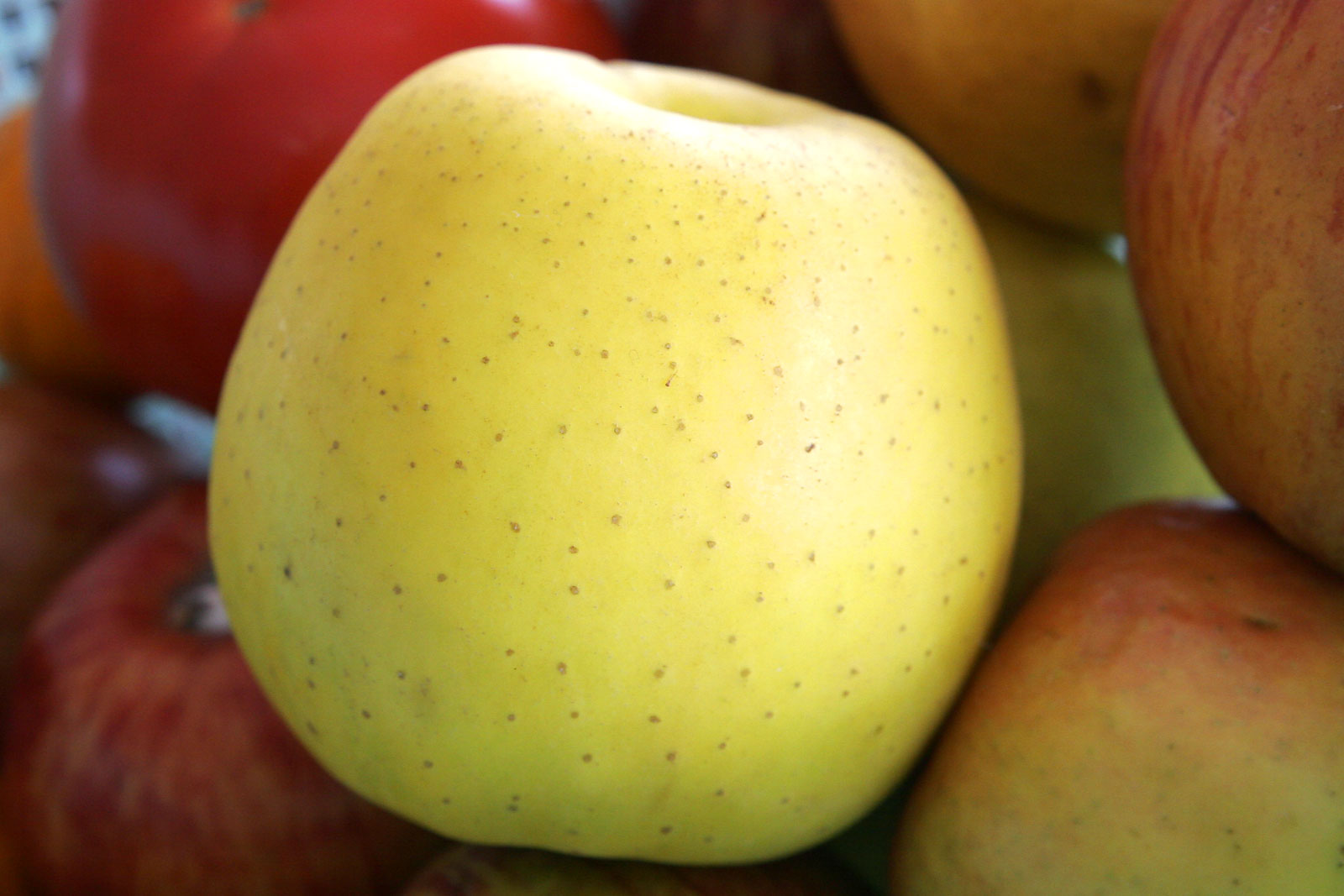
Golden Delicious
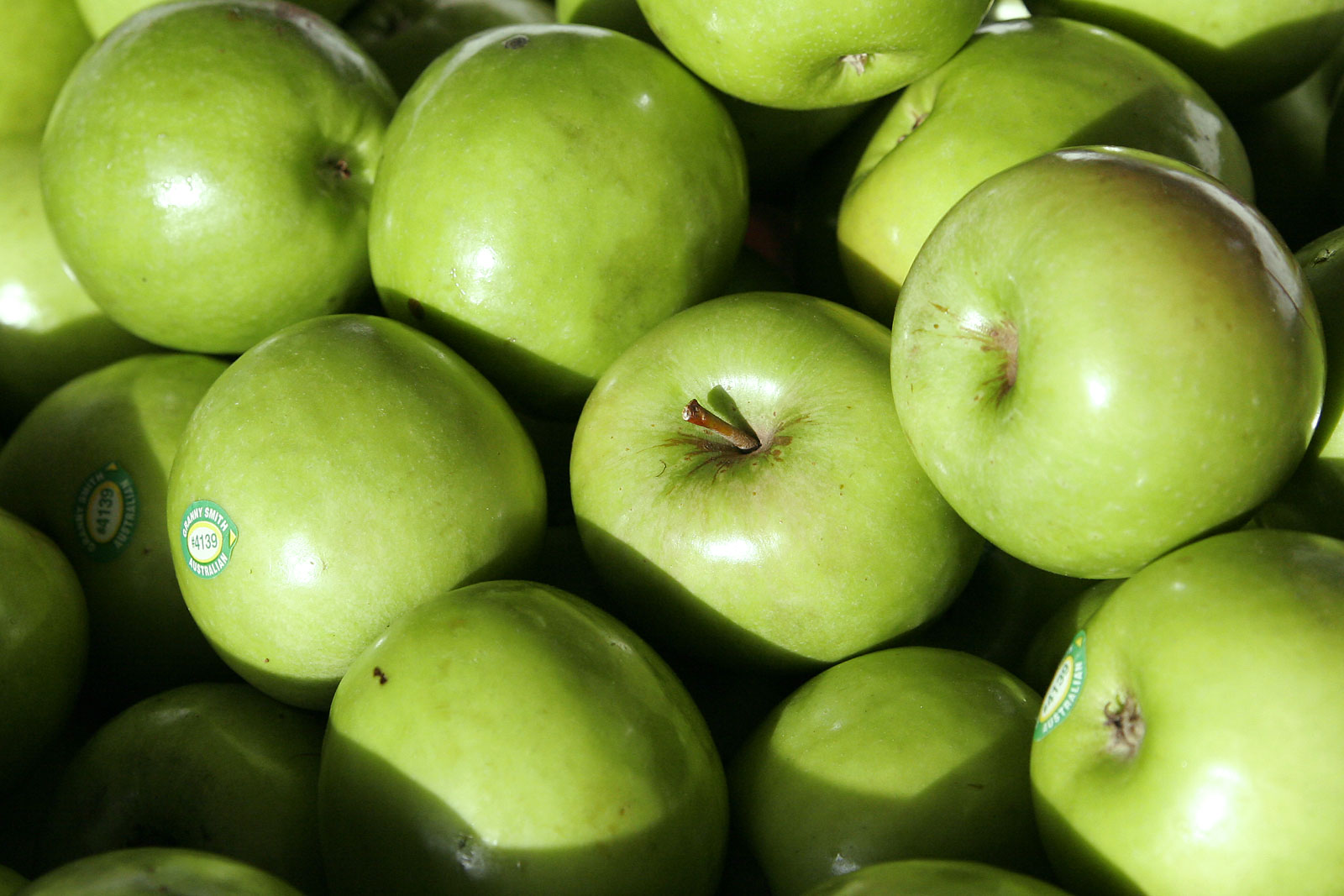
Granny smith
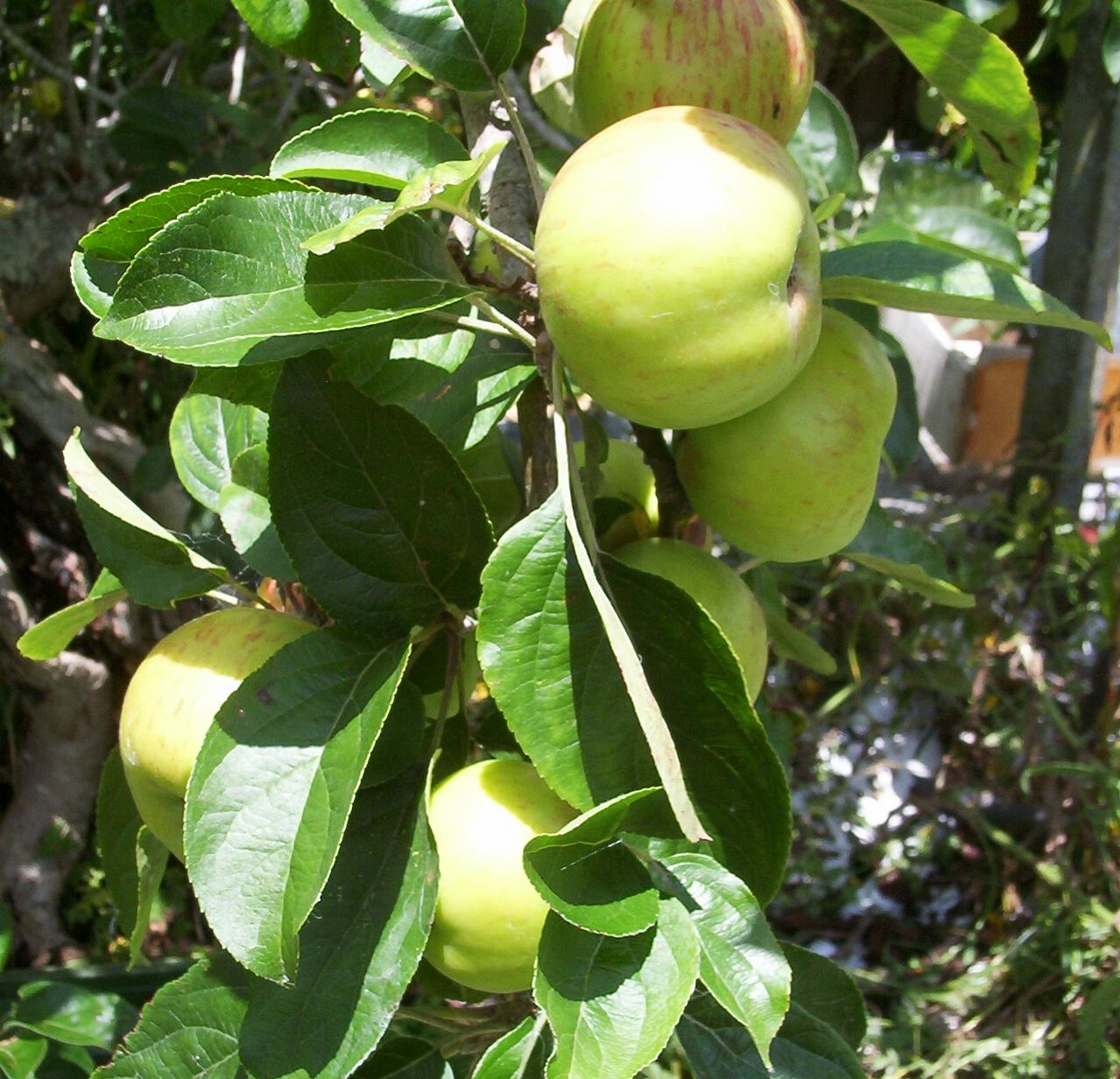
Gravenstein
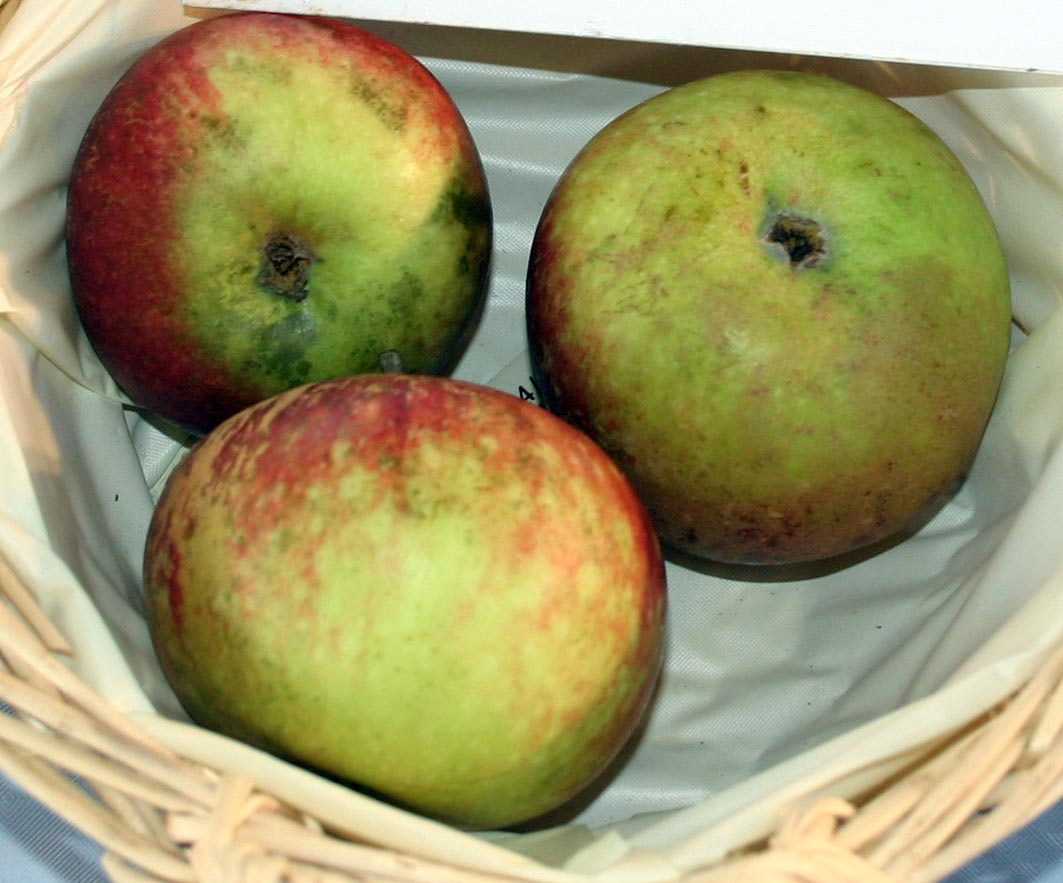
Ingrid Marie
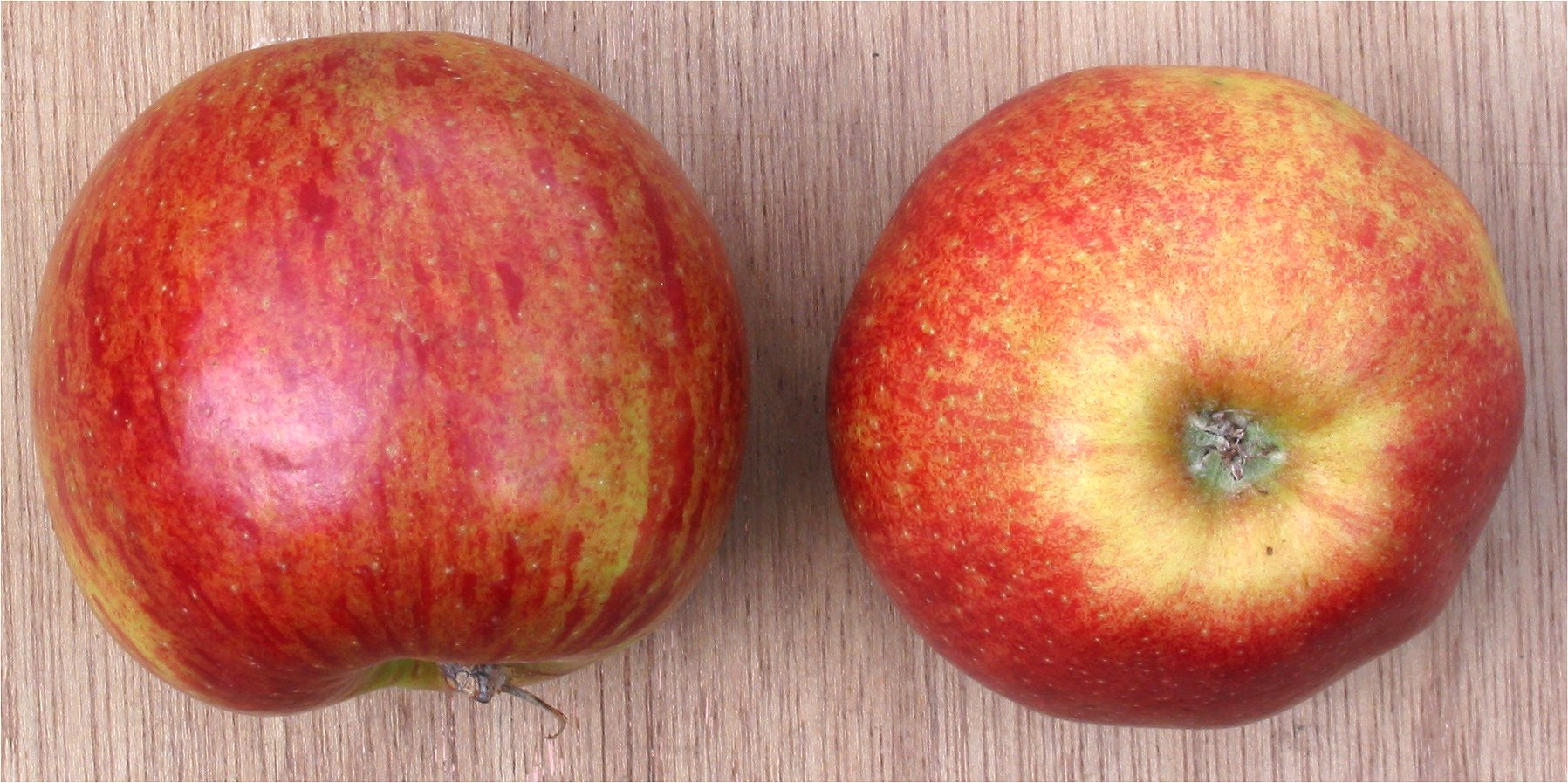
Jonagold
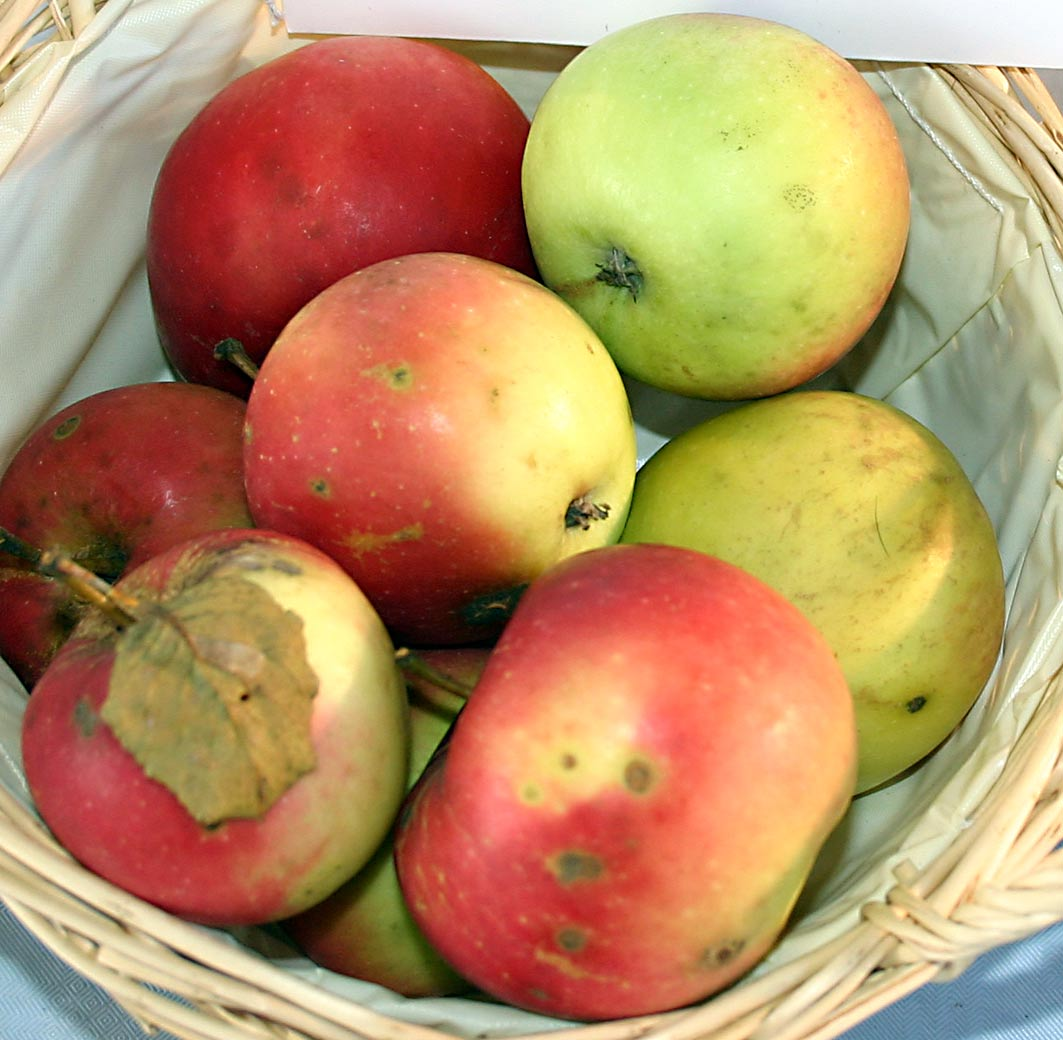
Jonathan
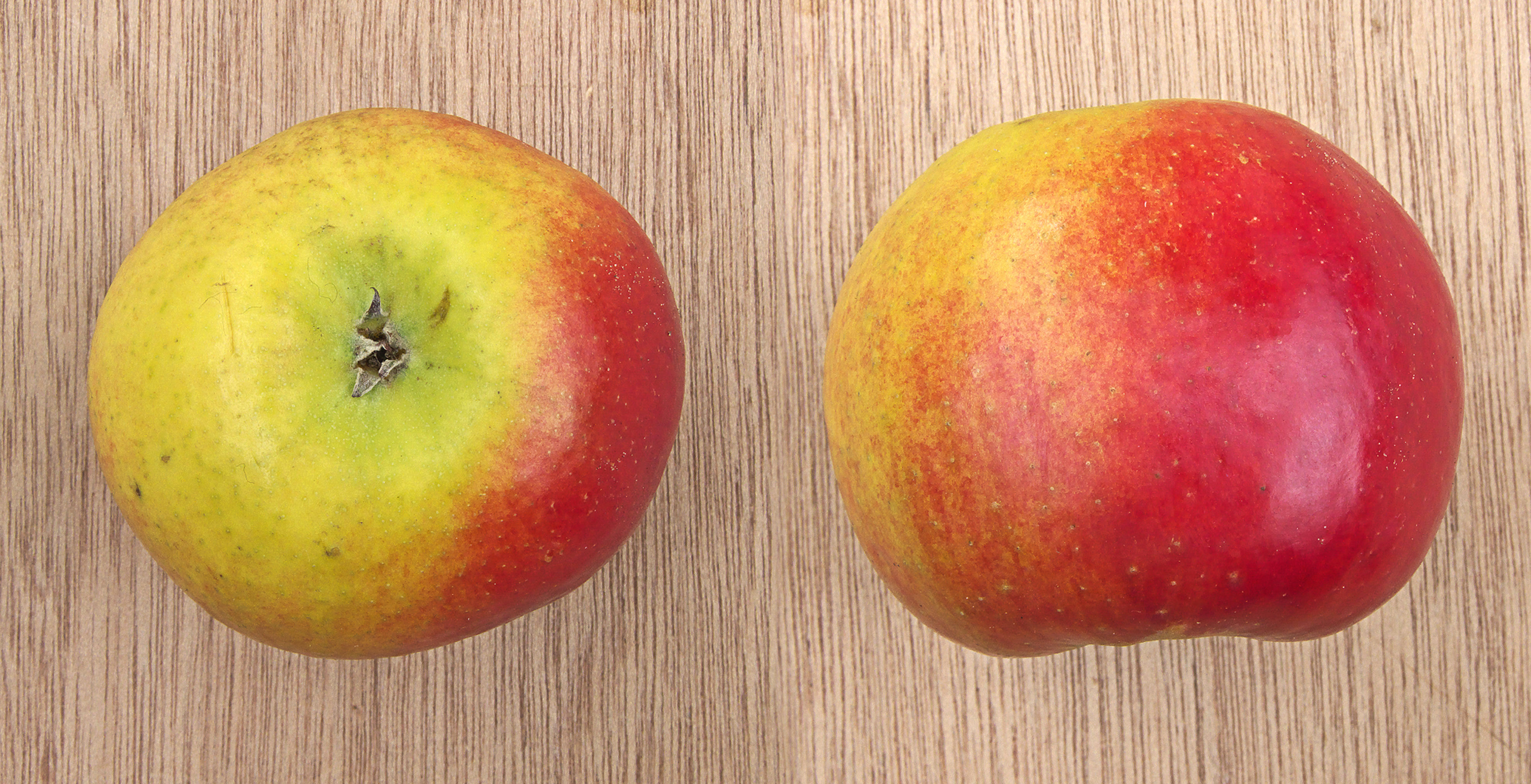
Junami
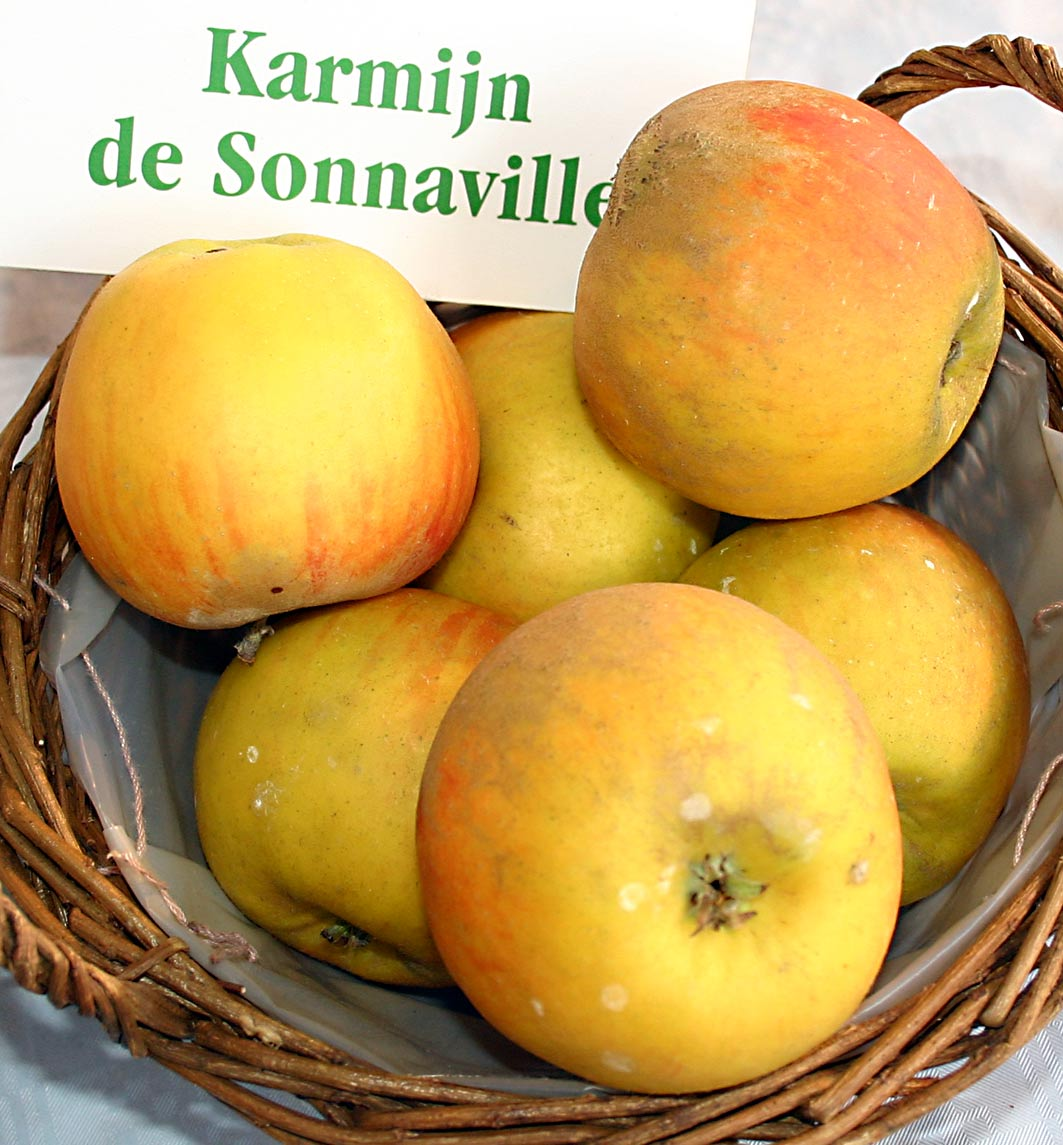
Karmijn de Sonnaville
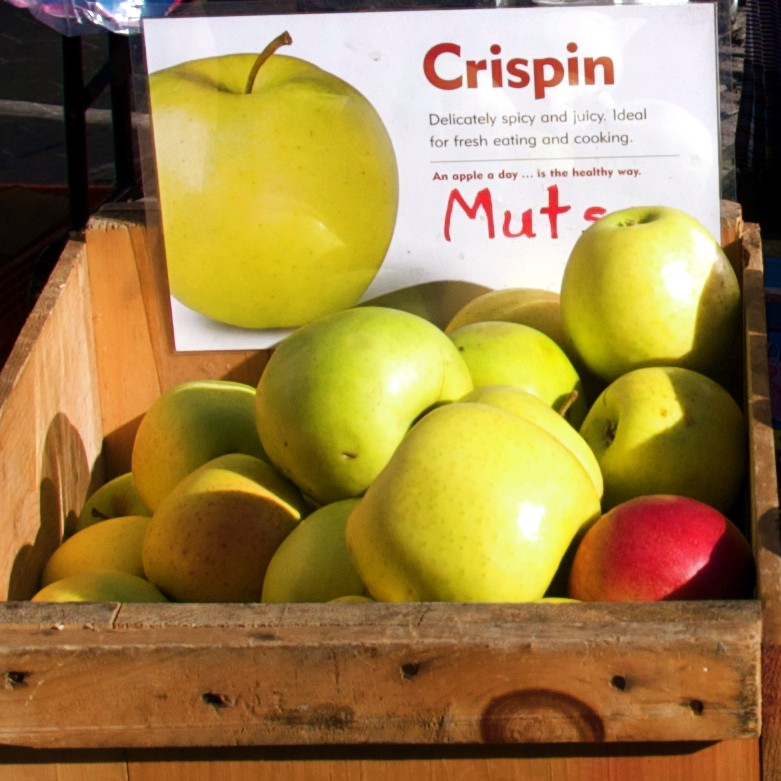
Mutsu
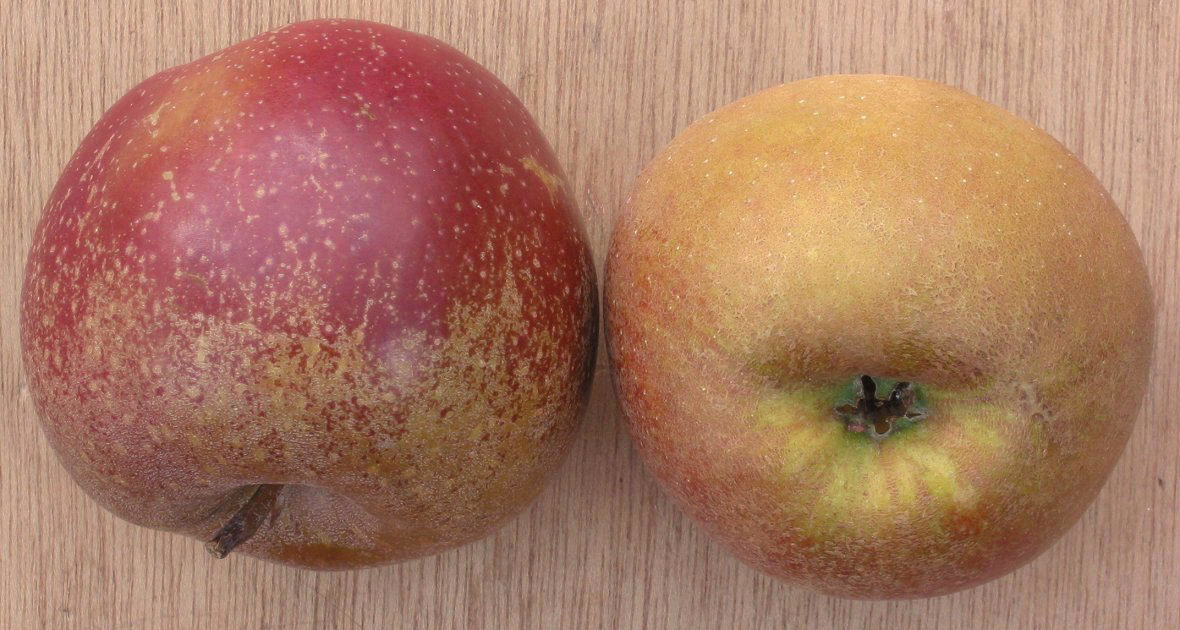
Schone van Boskoop of Goudreinet
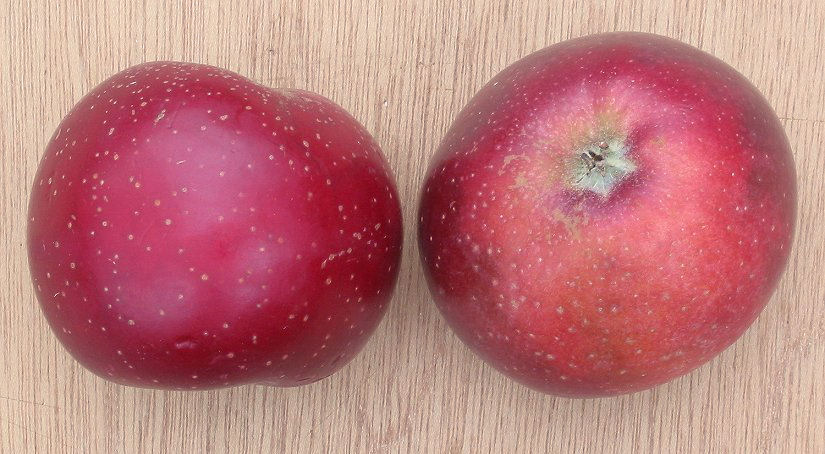
Sterappel
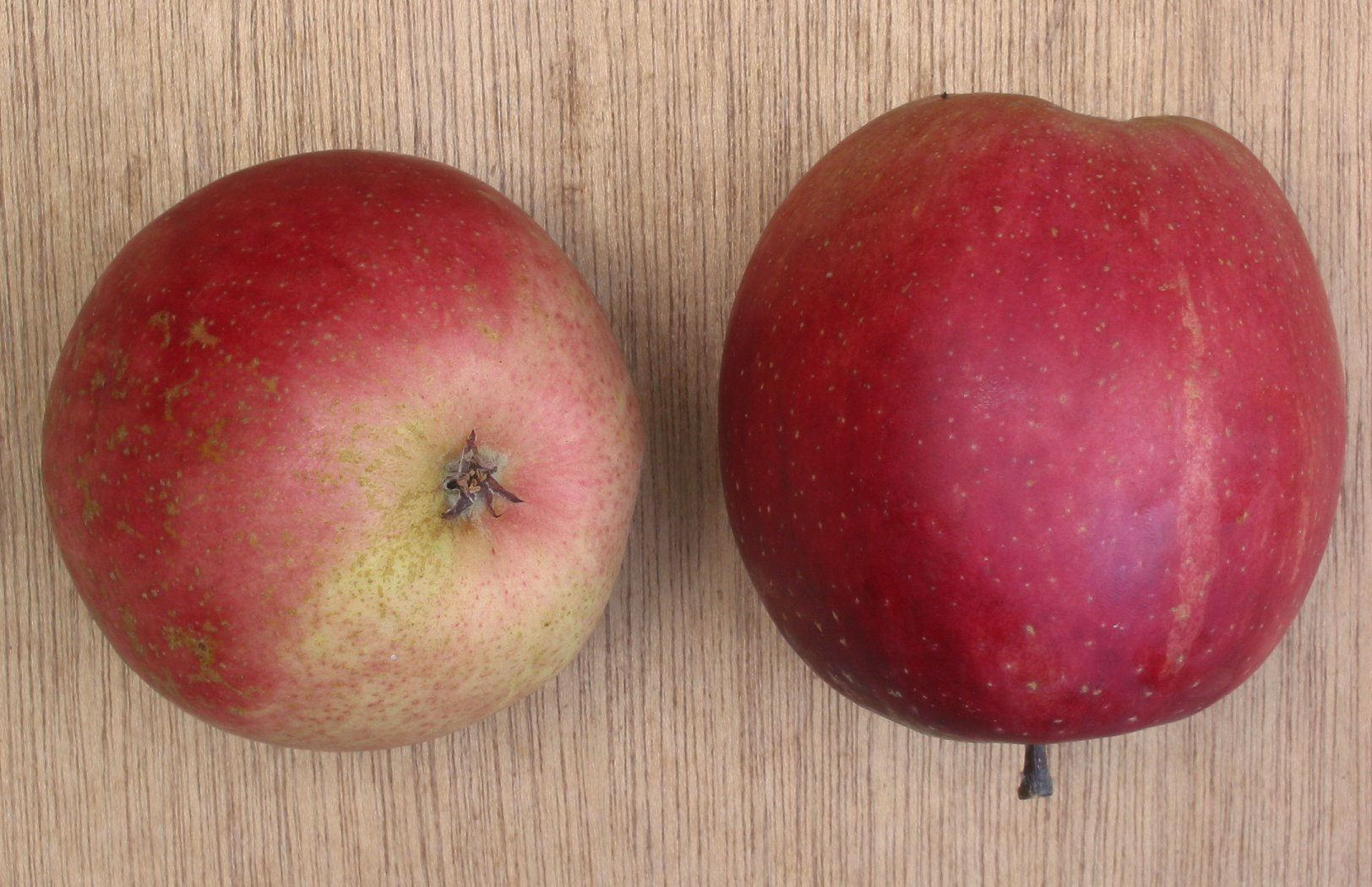
Summerred
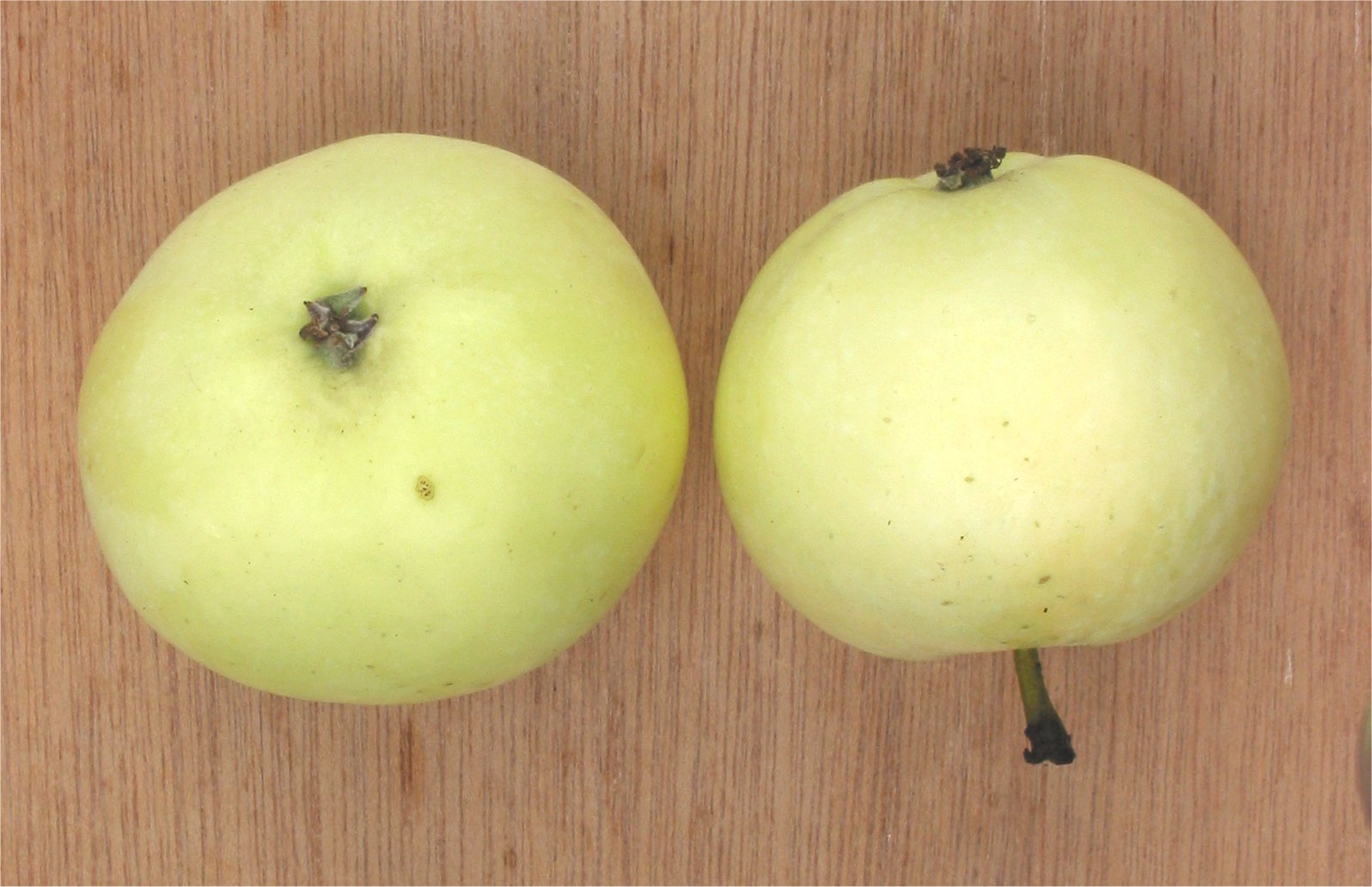
Yellow Transparent
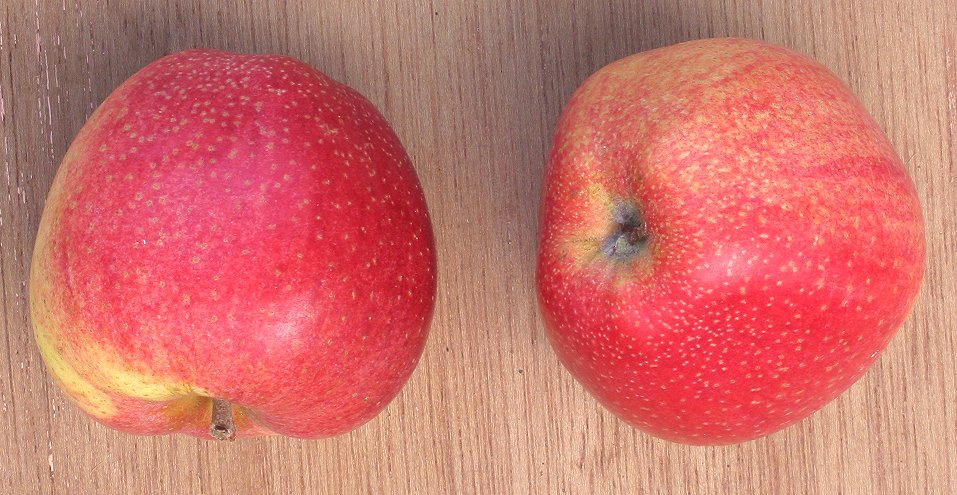
Zoete Ermgaard

## Wereldliteratuur
De appel speelt een sleutelrol in een groot aantal klassieke verhalen, waaronder
- Gouden appels van de Hesperiden (Griekse mythologie)
- Aanleiding tot de Trojaanse oorlog in de Ilias (Grieks epos)
- Iðunn (Noordse mythologie)
- Sneeuwwitje (Duits sprookje opgetekend door de gebroeders Grimm)